# Ixchel
Ixchel is een Mayagodin van verloskunde, geneeskunde, aarde, regen en oorlog. Ze vertoont gelijkenissen met de Azteekse Tocî. In Karl Taube's herziene Schellhas-Zimmermannclassificatie van godheden correspondeert Ixchel met Godin O.
In de 16e eeuw beschreef Diego de Landa Ixchel als de "godin van het maken van kinderen". Hij noemde haar ook een godin van medicijn. Hij nam het feest Ihcil Ixchel als voorbeeld voor deze bewering. Ihcil Ixchel werd gevierd door sjamanen en doktoren. Stenen die gebruikt werden voor waarzeggingen, medicijnen en idolen van Ixchel speelden bij het Ihcil Ixchel een grote rol.
Ixchel was al voor de 16e eeuw bekend bij de Maya's. De naam Ixchel is in de 16e eeuw in gebruik genomen in Yucatán, door de Poqomchi'. De betekenis van de naam is niet exact bekend. Het is mogelijk dat Ixchel van het Yucateeks Maya voor regenboog (uitgesproken: "chel") afkomstig is. De naam Itzel is afkomstig van Ixchel.
Ahpuch · Bacab-Pauahtún · Bolon Dzacab · Cabracán · Chaac · Camazotz · Gucumatz · Hun-Ahpú · Hun-Batz · Huracán · Itzamna · Ixchel · Ixtab · Kinich Ahau · Vucub-Caquix · Xmucané · Xpiyacoc · Xulab · Yum K'ax · Zipacná